# Erazm Gajewski (burgrabia)
 Erazm Gajewski z Błociszewa herbu Ostoja (zm. przed 1593 r.) – dziedzic Gaju oraz części Błociszewa i Grabianowa, właściciel wsi Luczyny oraz połowy Zador i Roszkowa, burgrabia ziemski kościanski.

## Życiorys
Erazm Gajewski z Błociszewa pochodził z Gaju w Wielkopolsce. Jego ojcem był Wincenty Gajewski a matką Zofia, córka Jana Sepińskiego herbu Nowina. Miał liczne rodzeństwo - Katarzynę Koszutską, Annę Cielecką, Łucję Maniecką, Magdalenę Brodzką, Zofię Piotrkowską, Jana i Gabriela. W związki małżeńskie wstępował dwukrotnie. Jego pierwszą żoną była Ewa Bułakowska. Drugą małżonką Gajewskiego była Elżbieta Cielecka (córka Mikołaja, komornika kaliskiego i Magdaleny z Galewskich), której zapisał w 1585 roku na połowie wsi Gaj sumę 2000 zł.
Erazm Gajewski w roku 1581 dokonał podziału dóbr dziedzicznych wraz z bratem Janem. Zatrzymał dla siebie Gaj a części Błociszewa i Grabionowa oddał bratu. W roku 1590 kupił za 2000 zł wieś Luczyny od Wojciecha Mieszkowskiego. Rok później nabył połowy wsi Zadory i Roszkowo od Jana Zadorskiego za taką samą sumę.
Wnukiem Erazma Gajewskiego był Wojciech Gajewski, kasztelan rogoziński, starosta wschowski, syn Łukasza i Anny Czackiej.